# Oligodon cyclurus
Espèce
Synonymes
- Coronella cyclura Cantor, 1839
- Coronella violacea Cantor, 1839
- Simotes bicatenatus Günther, 1864
- Simotes cochinchinensis Günther, 1864
- Simotes brevicauda Steindachner, 1867
- Simotes albocinctus dorsolateralis Wall, 1909

Statut de conservation UICN

 LC  : Préoccupation mineure
Oligodon cyclurus est une espèce de serpent de la famille des Colubridae.

## Répartition
Cette espèce se rencontre :
- en Birmanie ;
- au Cambodge ;
- en Inde, dans l'État d'Assam ;
- au Laos ;
- au Népal ;
- en République populaire de Chine, dans la province du Yunnan ;
- en Thaïlande ;
- au Viêt Nam.

## Taxinomie
Cette espèce est parfois confondue avec Oligodon fasciolatus. Pour Reptile DataBase ces deux espèces se différencient notamment par le nombre de lignes d'écailles à la moitié du corps, variant de 21 à 23 pour Oligodon fasciolatus et seulement de 19 pour Oligodon cyclurus.

## Publications originales
- Cantor, 1839 : Spicilegium Serpentium Indicorum. part 1 Proceedings of the Zoological Society of London, vol. 1839, p. 31-34 (texte intégral).
- Günther, 1864 : The reptiles of British India, London, Taylor & Francis, p. 1-452 (texte intégral).
- Schleich & Kästle, 2002 : Amphibians and Reptiles of Nepal. Koeltz, Königstein, p. 1-1200.